# Шлагинтвейт, Адольф
Адольф Шлагинтвейт (нем. Adolf Schlagintweit) (9 января 1829 — 26 августа 1857) — немецкий исследователь Центральной Азии.

## Биография
Был вторым из пяти братьев в семье Шлагинтвейтов из Мюнхена. Его первая работа была посвящена научному изучению Альп, где он был в 1846—1848 вместе со своим братом Германом. Получил известность после публикации работы Untersuchungen über die physikalische Geographie der Alpen (Исследования о физической географии Альп) (1850), которую заканчивал вместе с другим братом, Робертом; позднее втроем они издали Neue Untersuchungen über die physikalische Geographie und Geologie der Alpen(Новые исследования о физической географии и геологии Альп) в 1854.
В 1854 году по рекомендации Александра фон Гумбольдта Британская Ост-Индская компания командирует Германа, Адольфа и Роберта для исследования интересующих её территорий, в том числе для изучения магнитного поля Земли. В течение последующих трёх лет они пересекли плато Декан, затем прошли Гималаи, Каракорум и Куньлунь.
В то время как Германн и Роберт вернулись из путешествия в начале 1857 года, Адольф решил продолжить исследования в Кашгарии. Китайские власти всячески препятствовали проникновению иностранцев в южную Джунгарию. Любой европеец, оказавшийся в Кашгаре, рассматривался ими как шпион и подлежал смертной казни. Адольф был схвачен и казнён Валихан-тюре, эмиром Кашгара (1855—1857) в августе этого же года. Подробности гибели Шлагинтвейта установил казахский разведчик и исследователь Чокан Валиханов во время своей экспедиции в Кашгарию в 1858 году. Согласно приказанию правителя Кашгара, Шлагинтвейту отрубили голову у городской стены.